# Pianoconcert nr. 6 (Mozart)
Pianoconcert nr. 6 in Bes majeur, KV 238, is een pianoconcert van Wolfgang Amadeus Mozart. Hij schreef het stuk in januari 1776.

## Orkestratie
Het pianoconcert is geschreven voor:
- Twee hobo's
- Twee hoorns
- Pianoforte
- Strijkers

## Onderdelen
Het pianoconcert bestaat uit drie delen:
1. Allegro aperto
2. Andante un poco adagio
3. Rondo: Allegro